# Carved into Stone
Albums de Prong
Power of the Damager
(2007)
Carved Into Stone est le nom du huitième album studio du groupe de thrash industriel prong. Contenant 11 titres, il est sorti le 24 avril 2012 via le label Long Branch Records et SPV Records.

## Listes des titres
| No  | Titre                        | Durée |
| --- | ---------------------------- | ----- |
| 1.  | Eternal Heat                 | 3:53  |
| 2.  | Keep on Living in Pain       | 3:43  |
| 3.  | Ammunition                   | 3:30  |
| 4.  | Revenge ... Best Served Cold | 4:23  |
| 5.  | State of Rebellion           | 3:55  |
| 6.  | Put Myself to Sleep          | 3:46  |
| 7.  | List of Grievances           | 2:54  |
| 8.  | Carved Into Stone            | 5:22  |
| 9.  | Subtract                     | 3:51  |
| 10. | Path of Least Resistance     | 4:15  |
| 11. | Reinvestigate                | 2:50  |

"Ammunition" a été coécrit avec les membres de Channel Zero. Une autre version de ce titre apparaît sur leur album Feed'Em With a Brick sorti en 2011.

## Membres du groupe
- Tommy Victor : Chant, Guitare
- Tony Campos : Basse
- Alexei Rodriguez : Batterie